# 法兰克福 (印第安纳州)
法兰克福（英語：Frankfort）是位于美国印第安纳州克林顿县的一座城市，也是该县的县治所在。

## 人口
根据美国人口调查局2000年统计，共有人口16,662人，其中白人占90.08%，2010年統計共有人口16422人。